# Ярс
PC-24 Ярс (Индекс УРА РВСН 15П165М (шахтный) и 15П155М (подвижный) по договору СНВ РС-12М2Р) — российский стратегический ракетный комплекс с твердотопливной межконтинентальной баллистической ракетой мобильного и шахтного базирования с разделяющейся головной частью.
Разработан Московским институтом теплотехники (МИТ) под руководством академика РАН Ю. С. Соломонова. Является модификацией ракетного комплекса «Тополь-М».
Тактико-технические характеристики не раскрываются. В перспективе должна заменить МБР УР-100Н УТТХ и составить вместе с «Тополем-М» основу ударной группировки РВСН.
На основе РС-24 велась разработка боевого железнодорожного ракетного комплекса (БЖРК) «Баргузин»; на данный момент разработка этого БЖРК прекращена.

## История
29 мая 2007 года на полигоне «Плесецк» произведён первый испытательный пуск РС-24 по полигону Кура́ на полуострове Камчатка.
25 декабря 2007 на полигоне «Плесецк» произведён второй испытательный пуск РС-24 по полигону Кура.
26 ноября 2008 года на полигоне «Плесецк» произведён третий испытательный пуск РС-24 по полигону Кура.
О сроках завершения государственных испытаний (ГИ) МБР РС-24 «Ярс» указывались различные сведения: в одних говорилось о завершении ГИ в 2010 году, тогда как другие источники (главный конструктор комплекса) сообщали о том, что ГИ были завершены в конце 2009 года, что, по-видимому, связано с различием сроков фактического завершения программы государственных испытаний и сроков оформления соответствующих документов и устранения выявленных на этапе ГИ замечаний.
Ночью 24-25 декабря 2013 года с космодрома «Плесецк» был проведён испытательный пуск МБР РС-24 «Ярс» шахтного базирования с разделяющейся головной частью. Пуск прошёл успешно, боевые части ракеты поразили цели на камчатском полигоне Кура.
14 апреля 2014 года в 10:40 МСК на космодроме «Плесецк» с подвижной пусковой установки был проведён пуск МБР РС-24, оснащённой разделяющейся головной частью. Пуск проведён в интересах защиты партии изготовленных в Воткинске ракет (контрольно-серийные испытания). По сообщению официальных источников, задачи пуска выполнены в полном объёме.
26 декабря 2014 года в 11:02 (МСК) с космодрома «Плесецк» был произведён испытательный запуск ракеты подвижного грунтового базирования, учебные боевые блоки поразили цели на полигоне Кура.
28 октября 2015 года на полигоне «Плесецк» произведён испытательный пуск РС-24 по полигону Кура.
12 сентября 2017 года с 1 ГИК «Плесецк» был произведён испытательный пуск РС-24 шахтного базирования, с экспериментальными боевыми блоками, которые прибыли в заданный район на полигоне Кура. Поставленные цели достигнуты, задачи выполнены в полном объёме.
6 февраля 2019 года в 11:30 (МСК) с ГИК «Плесецк» был произведён запуск МБР РС-24 «Ярс». Указывается, что цель этого пуска заключалась в подтверждении всех тактико-технических параметров новой ракетной установки. Ракета успешно долетела до полигона Кура, удалось с успехом выполнить все поставленные задачи.

## Тактико-технические характеристики

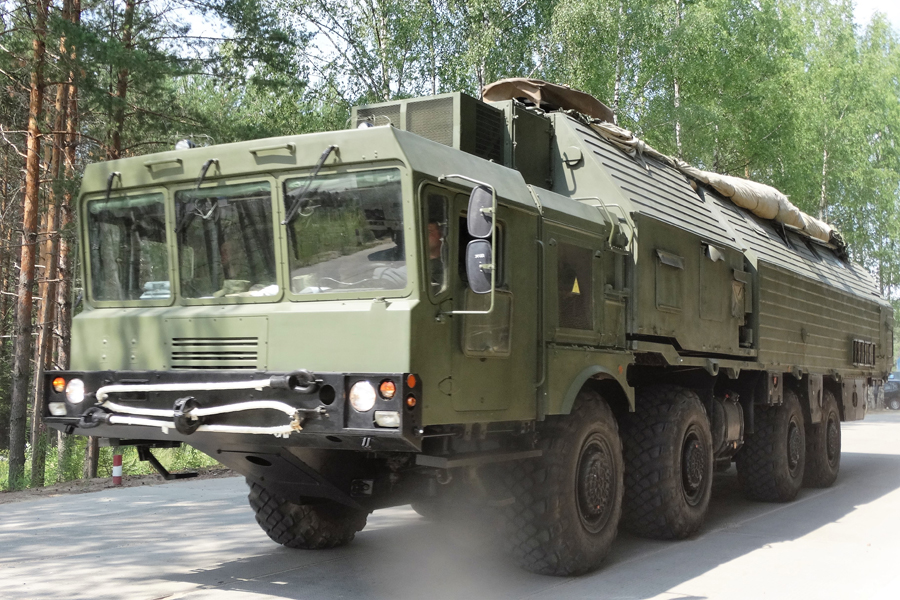
Финальный этап конкурса РВСН «Стратегическое многоборье» (Ивановская область)

Тактико-технические характеристики не раскрываются, данная информация носит предположительный характер.
Известно, что по сравнению с «Тополем-М» ТПК «Ярса» имеет более высокий уровень защищённости от поражения стрелковым оружием. В полтора раза был увеличен гарантийный срок эксплуатации комплекса, а внедрение технических решений и мер противопожарной защиты оборудования повысило ядерную безопасность. Также улучшены характеристики средств связи и базового шасси на основе восьмиосного МЗКТ-79221 производства Минского завода колёсных тягачей.
Для «Ярса» не нужна специальная инженерная подготовка местности. Комплекс может заходить в лесную местность и маскироваться под кронами деревьев, если ширина и длина пусковой установки позволяют пройти между деревьями, и может быть развёрнут в боевое положение в считаные минуты.
Комплекс «Ярс» оснащён системой пересчёта полётных заданий, что позволяет вести стрельбу ракетой мобильного комплекса с любой точки маршрута патрулирования и не привязываться к заранее назначенным позициям пуска.

## Группа «Ярса»
Ракетный дивизион мобильного варианта включает в себя три автономные пусковые установки комплекса и мобильный командный пункт на многоосном шасси повышенной проходимости.
Для противодействия возможным диверсиям, в том числе с применением радиационного, химического и биологического оружия, а также подготовки маршрута следования «Ярса» — в состав боевого расчёта включаются машины сопровождения.

### Машина обеспечения боевого дежурства
Предназначена для обеспечения электроэнергией на полевой позиции и при аварийной ситуации на боевой стартовой позиции; приготовления и приёма пищи личным составом, отдыха и быта, а также организации и несения караульной службы. Размеры и оборудование машины рассчитаны на обеспечение жизнедеятельности десяти человек с личными вещами и оружием.

### Боевая противодиверсионная машина «Тайфун-М»
Оснащена средствами противодействия радиоуправляемым взрывным устройствам. Также имеет систему навигации, тепловизор для ночной разведки, эхолокационную систему и беспилотный летательный аппарат для разведки с воздуха. Способна обнаруживать вражескую технику днём и ночью на расстоянии до 6 км, а пешего диверсанта — с 3 км.

### Машина дистанционного разминирования «Листва»
На бронеавтомобиле установлен блок сверхвысокочастотного излучения. Электроника способна обнаружить мины и фугасы на дистанции до 100 м в секторе 30°. Применяется для сопровождения колонн мобильных ракетных комплексов «Ярс».

### Машина инженерного обеспечения и маскировки
Функции: инженерная разведка маршрутов боевого патрулирования и полевых позиций по габаритам и наличию минно-взрывных заграждений. При необходимости — расширение маршрутов, разминирование, а также маскировка подвижных грунтовых ракетных комплексов на полевых позициях.

### Унифицированная тепловая машина УТМ-80М
УТМ-80М — машина для дегазации, дезактивации и дезинфекции (специальная обработка) крупногабаритного вооружения. Позволяет в кратчайшие сроки обработать автономные пусковые установки. По сути является первым полноценным «деайсером» отечественной разработки.

### Ложный дивизион
Пустые тягачи, надувные мишени с тепловым имитатором работающего двигателя.

## Развёртывание

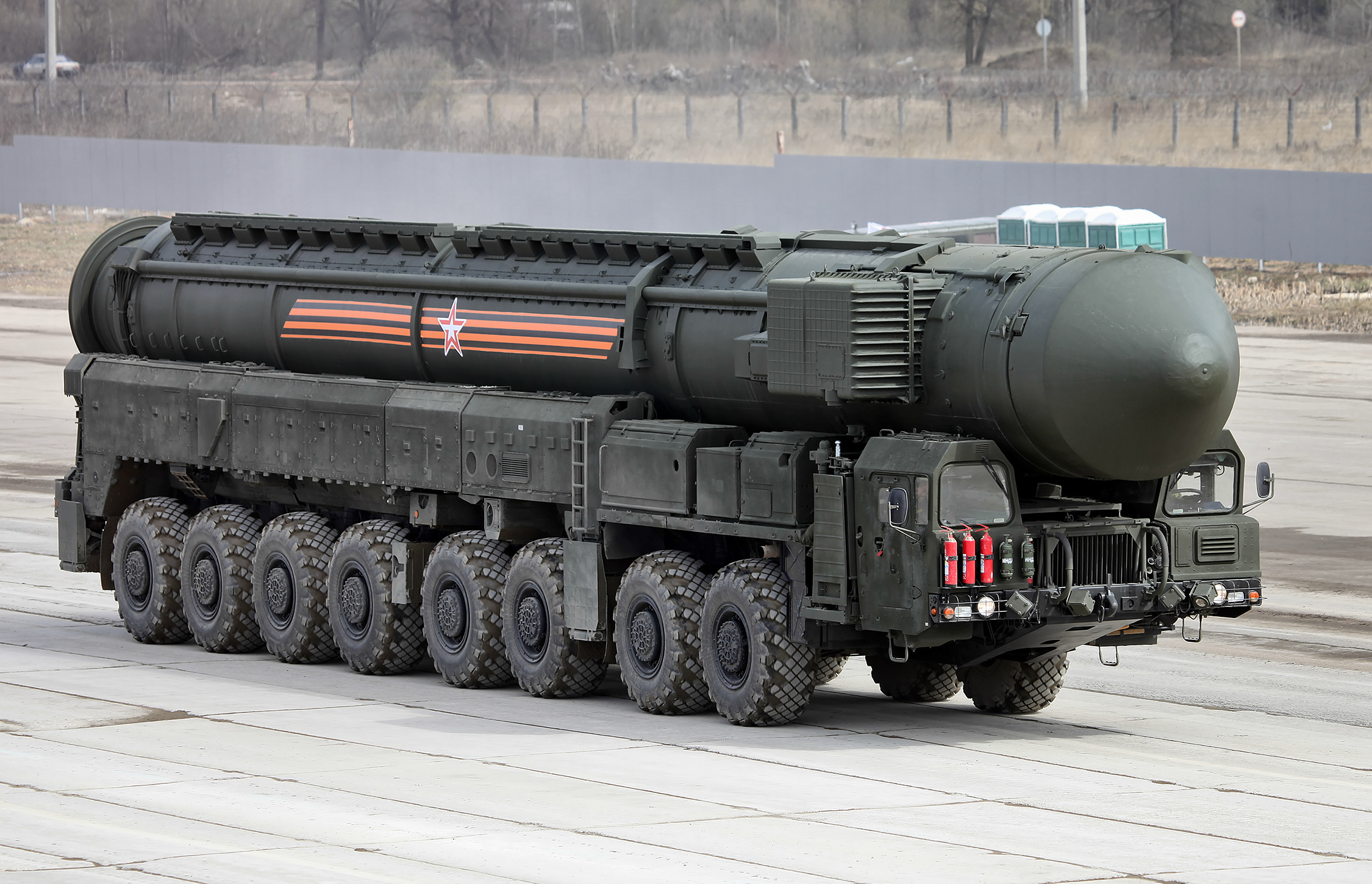
Самоходная пусковая установка (СПУ) 15У175М комплекса РС-24 «Ярс»

В конце 2009 года российский оборонно-промышленный комплекс поставил Ракетным войскам стратегического назначения (РВСН) первое боевое подразделение подвижных ракетных комплексов РС-24 «Ярс», оснащённых разделяющимися головными частями. В июле 2010 года факт развёртывания первого подразделения РС-24 был подтверждён официально заместителем министра обороны В. А. Поповкиным.
Второй дивизион с ракетным комплексом РС-24 «Ярс» поставлен на опытно-боевое дежурство в Тейковской ракетной дивизии (Ивановская область) в декабре 2010 года. Первый полк, вооружённый подвижным ракетным комплексом «Ярс», переведён на боевое дежурство 4 марта 2011 года в составе двух дивизионов РС-24, находившихся с 2010 года на опытно-боевом дежурстве.
Летом 2011 года первый ракетный полк, вооружённый ПГРК «Ярс» в Тейковском ракетном соединении, доведён до полного штатного состава (3 дивизиона, 9 СПУ).
7 декабря 2011 в этой же дивизии поставлен на опытно-боевое дежурство второй полк РС-24 «Ярс» в составе подвижного командного пункта (ПКП) полка и одного ракетного дивизиона. Второй дивизион этого полка поставлен на дежурство в конце декабря 2011 года, таким образом к началу 2012 года общее количество развёрнутых РС-24 составило 15 СПУ с ракетами. В сентябре 2012 года перевооружение этого полка на мобильные «Ярсы» завершилось, и общее количество СПУ РС-24 «Ярс» было доведено до 18 (2 полка, 6 дивизионов).
В конце 2012 года были начаты работы по перевооружению на этот комплекс Новосибирского и Козельского (шахтный вариант комплекса, Калужская область) ракетных соединений.
В 2013 году в российских РВСН началось перевооружение Новосибирского и Козельского ракетных соединений, а также практически окончилось перевооружение ракетных полков Тагильской ракетной дивизии. Кроме того, планово перешли на «Ярс» 29-я гвардейская, 14-я, 54-я гвардейская, 39-я гвардейская ракетные дивизии.
По состоянию на начало 2014 года, на вооружении РВСН находилось 33 ракеты мобильного базирования РС-24 с четырьмя боевыми блоками каждая.
По состоянию на начало 2016 года, на вооружении РВСН, предположительно, находилось суммарно 73 ракеты РС-24 (63 ракеты мобильного и 10 шахтного базирования).
В 2016 году были поставлены 23 пусковые установки РС-24 «Ярс».
По заявлению командующего РВСН Сергея Каракаева (ноябрь 2019 года), Ракетные войска стратегического назначения получили более 150 пусковых установок комплекса «Ярс» (в стационарном шахтном и подвижном грунтовом вариантах базирования) и приступили к их эксплуатации.
Разработан модернизированный вариант комплекса «Ярс-С». В настоящее время на него перевооружают 35-ю ракетную дивизию. В сентябре 2019 года 479-й ракетный полк из состава дивизии, вооружённый «Ярс-С», заступил на опытное боевое дежурство.
21 декабря 2020 года в кулуарах расширенного заседания коллегии Минобороны России командующий РВСН генерал-полковник Сергей Каракаев заявил журналистам, что два полка РВСН в 2021 году будут перевооружены на ракетные комплексы «Ярс» мобильного и шахтного базирования.
16 декабря 2022 года командующий РВСН генерал-полковник Сергей Каракаев сообщил, что переоснащение РВСН на мобильный комплекс «Ярс» завершится в 2023 году.
16 декабря 2023 года командующий РВСН генерал-полковник Сергей Каракаев заявил о том, что с перевооружением последнего ракетного полка Бологовского ракетного соединения в Тверской области с ПГРК «Тополь» на РС-24 «Ярс» завершено переоснащение мобильной группировки РВСН.

## Служба
Подвижный грунтовый ракетный комплекс «Ярс» состоит на вооружении следующих формирований России:
1. В/ч № 34096. 14-я ракетная Киевско-Житомирская ордена Кутузова дивизия (14 рд);
2. В/ч № 54055. 28-я гвардейская ракетная Краснознамённая дивизия (28 рд);
3. В/ч № 59968. 29-я гвардейская ракетная Витебская ордена Ленина Краснознамённая дивизия (29 рд);
4. В/ч № 34148. 39-я гвардейская ракетная Глуховская ордена Ленина, Краснознамённая, орденов Суворова, Кутузова и Богдана Хмельницкого дивизия (39 рд);
5. В/ч № 34103. 42-я ракетная Тагильская дивизия (42 рд);
6. В/ч № 34048. 54-я гвардейская ракетная ордена Кутузова дивизия (54 рд).